# BMW 3/15
La BMW 3/15 è un'autovettura di fascia medio-bassa prodotta dal 1929 al 1932 dalla casa automobilistica tedesca BMW, nonché la prima vettura della storia a portare tale marchio. L'avvio della produzione risale comunque al dicembre 1927, quando questa vettura cominciò ad essere prodotta con il marchio Dixi dalla Eisenach Automobilwerke.

## Storia

### Le origini
La storia della 3/15, nota anche come Dixi, va fatta risalire addirittura al 1898, anno in cui la Eisenach Automobilwerke, una Casa automobilistica tedesca del periodo appartenente al più grande gruppo Eisenach con interessi in vari campi della tecnica, lanciò la Wartburg, cioè un modello della francese Decauville prodotto su licenza. In seguito, nel 1904, mise in commercio la Dixi, una vettura di fascia medio-bassa equipaggiata da un propulsore da 1.2 litri (ma ne è esistita anche una versione da ben 3.5 litri). Il successo fu tale da convincere i vertici della Eisenach a mutare il nome Dixi in vero e proprio marchio. Con tale marchio fu identificato quindi il comparto automobilistico del gruppo Eisenach.
In seguito, alcuni anni dopo la fine della prima guerra mondiale, la Dixi acquisì dalla Austin i diritti per la produzione su licenza della Seven, modello di gran successo commerciale in Gran Bretagna. Tale modello fu lanciato con il nome di DA (o anche DA1 per distinguerlo dalle serie successive). Già nel 1927 cominciò la produzione. Ma alcune errate politiche commerciali decretarono ben presto la fine del marchio Dixi, che nel novembre del 1928 fu venduto ad una nascente Casa tedesca, la BMW, la quale fino a quel momento si era occupata solo di motori aeronautici e di motociclette. In realtà, la Casa bavarese aveva già in mente da alcuni anni di espandere la sua attività anche alle quattro ruote, in particolare per quanto riguardava le vetturette di piccola cilindrata e per questo già nel 1925 partecipò al progetto relativo alla cosiddetta SHW-Wagen, una vettura di piccole dimensioni ideata da un giovane quanto già promettente Wunibald Kamm (in futuro uno dei principali "padri" dell'aerodinamica applicata all'automobile) per un piccolo costruttore di Wasseralfingen, la Schwäbische Hüttenwerke (da cui le iniziali del nome della vettura). Ma fu con l'acquisizione del marchio Dixi che si ebbe la svolta per quanto riguardava la possibilità per la BMW di fare il suo debutto in campo automobilistico.

### La nuova gestione

#### I primi mesi di produzione con marchio Dixi

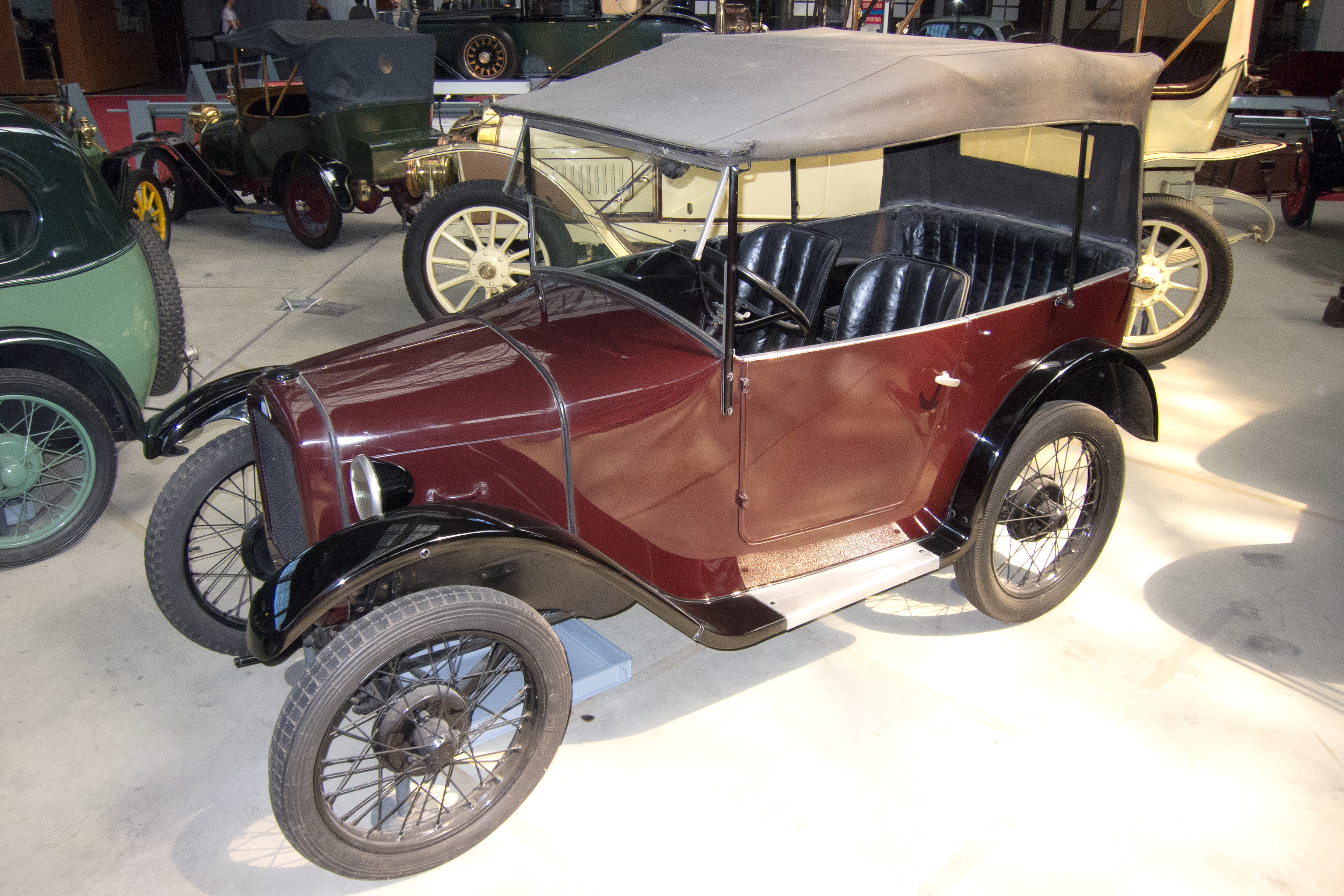
Una delle prime 3/15 DA1, ancora con marchio Dixi

La presenza ufficiale delle BMW nella gestione del marchio Dixi divenne effettiva solo a partire dal 1º gennaio 1929, anche se gli esemplari prodotti nell'ultimo mese e mezzo del 1928 vengono già attribuiti alla gestione BMW. La produzione compresa fra il novembre 1928 ed il luglio 1929 fu caratterizzata comunque ancora dall'utilizzo del marchio Dixi. Questo perché si volle prima sperimentare l'impatto che la BMW, come costruttore automobilistico debuttante, avrebbe avuto sul piano commerciale. Ed in effetti i riscontri positivi si ebbero: sotto la gestione della BMW, la Dixi riprese ad ottenere successi commerciali di rilievo. La piccola vettura piaceva per la sua linea simpatica, il prezzo concorrenziale ed i bassi costi di esercizio, uniti a prestazioni soddisfacenti. In pratica le prime BMW-Dixi 3/15 erano quasi del tutto identiche alla produzione antecedente il novembre 1928, e fin dall'entrata della BMW nel capitale e nelle sorti della Dixi erano contrassegnate dalla sigla DA, che stava per Deutsche Ausführung ("allestimento tedesco"). La principale e più evidente differenza rispetto alle precedenti Dixi 3/15 stava nella presenza della guida a sinistra, ma per il resto, la produzione ricalcò quella del periodo precedente. Le carrozzerie disponibili per la 3/15 DA furono quattro: berlina, torpedo, roadster e coupé.
Anche tecnicamente, la 3/15 DA riprese pari pari le soluzioni adottate dalle precedenti Dixi: la meccanica semplice ed economica fu uno dei punti di forza della 3/15 e della Dixi in generale. Strettamente ripresa da quella della inglese Seven, era costituita da un motore a 4 cilindri in linea sistemato in posizione anteriore longitudinale. La cilindrata era di 748 cm³. La distribuzione era ad asse a camme laterale, mentre l'alimentazione era affidata ad un carburatore Solex. La potenza massima era di 15 CV a 3000 giri/min. Per quanto riguardava la trasmissione, essa era affidata ad una frizione monodisco a secco e ad un cambio manuale a 3 marce. Per quanto riguardava l'impianto frenante, inizialmente, sulle 3/15 DA furono montati solo i tamburi al retrotreno, mentre davanti agiva solo il freno a mano (che oggigiorno sarebbe considerata una strana soluzione). Quanto alle sospensioni, la 3/15 montava inizialmente la soluzione dell'assale rigido sui due assi, con balestra trasversale davanti e quarto di balestra dietro. La 3/15 DA raggiungeva una velocità massima di circa 75 km/h, un valore che all'epoca era più che buono per questa categoria di automobili, e che costituì un altro dei motivi del grande successo di tale vettura. La produzione della serie DA continuò fino al luglio del 1929: in totale ne verranno prodotti 9.308 esemplari, compresa la produzione Dixi precedente alla gestione BMW.

#### La serieDA2e la comparsa del marchio BMW su un'auto

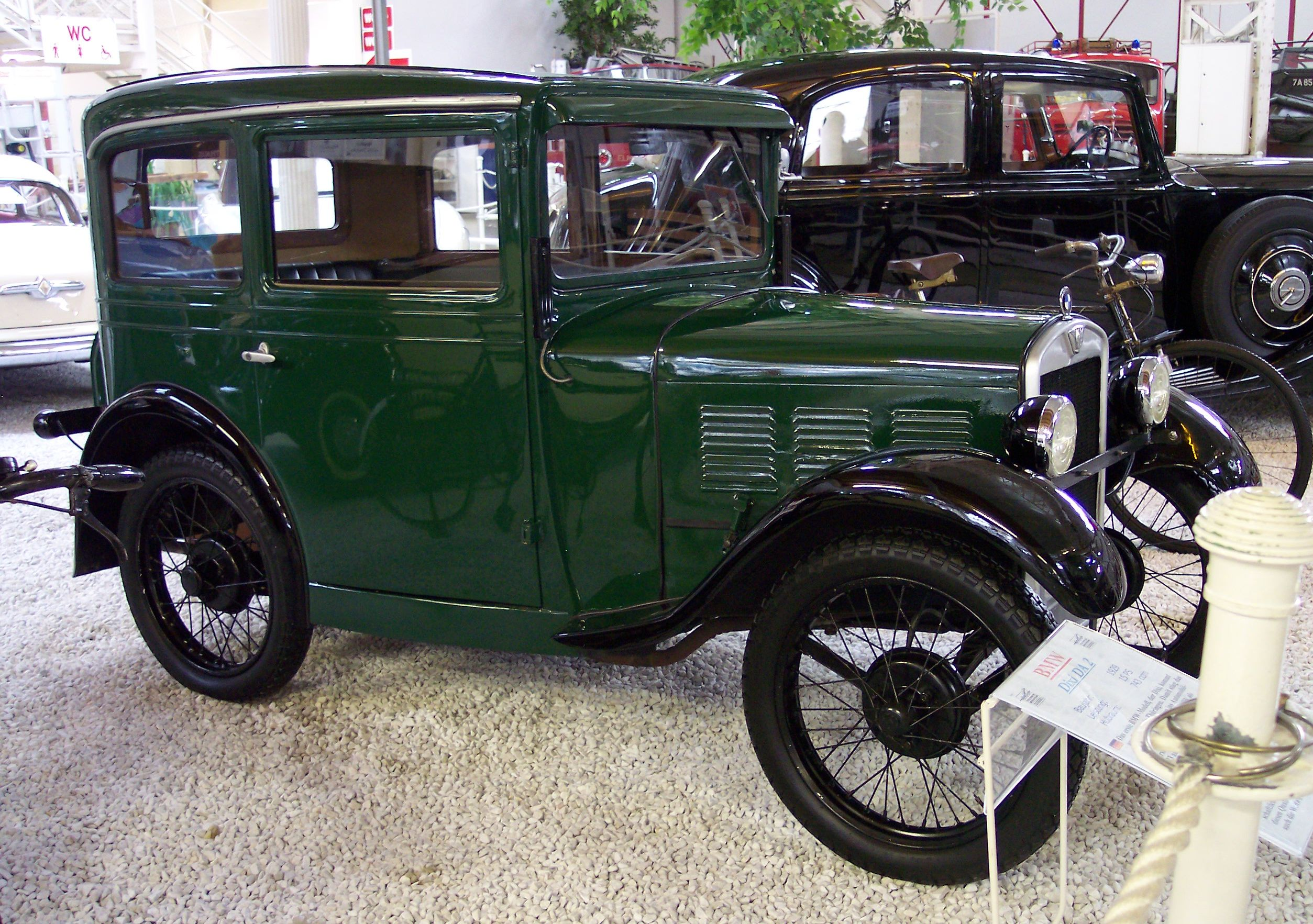
Una 3/15 DA2, prima autovettura con marchio BMW

Fu solo a partire dalla seconda metà del 1929 che il marchio Dixi fu estinto e la 3/15 DA fu riproposta con il marchio BMW e la denominazione 3/15 DA2. Per questo motivo, allo scopo di distinguere le due versioni, spesso il modello prodotto fino a quel momento viene indicato con la sigla DA1 e non semplicemente come DA. La DA2 si distingueva dalla DA innanzitutto per lo stemma BMW sul radiatore, quest'ultimo a sua volta ridisegnato, ma anche per il nuovo impianto frenante a quattro tamburi, quindi esteso anche all'avantreno per una maggior sicurezza. Altri tratti distintivi stavano nell'assenza dei predellini, necessaria per ottenere un leggero allargamento della carrozzeria e quindi una maggior abitabilità interna. Un'altra differenza non immediatamente percepibile era di tipo strutturale e stava nella carrozzeria, che nelle versioni berlina era interamente in acciaio e prodotta dalla Ambi-Budd di Berlino su disegno della francese Rosengart, anch'essa produttrice su licenza dell'Austin Seven, in questo caso nel Paese transalpino. Internamente, la nuova DA2 si differenziava per la selleria in similpelle e per i sedili regolabili, ma anche per i finestrini azionati a manovella anziché scorrevoli. Le DA2 con carrozzeria berlina vennero quindi assemblate direttamente a Berlino, mentre la torpedo e le successive versioni con carrozzeria trasformabile (queste ultime descritte nei testi tedeschi anche come cabriolet a due posti o a tre/quattro posti) furono invece prodotte ad Eisenach a partire dal 1930 e furono caratterizzate dalla carrozzeria realizzata in misto legno e acciaio. Sempre nel corso del 1930 venne resa disponibile un'ulteriore variante di carrozzeria, quella furgonata, caratterizzata da un piano di carico posteriore di 1,75 m2, da una portata massima di 250 kg e da un volume di carico pari a 750 litri. Anche quest'ultima versione, interamente in acciaio, fu assemblata a Berlino dalla Ambi-Budd. Motoristicamente non vi furono differenze rispetto alla serie DA. In totale furono 12.318 le DA2 prodotte fra il luglio 1929 ed il febbraio 1931, e con prezzi al debutto compresi fra i 2.200 ed i 2.500 RM, a seconda della variante di carrozzeria.

#### La versione sportivaDA3

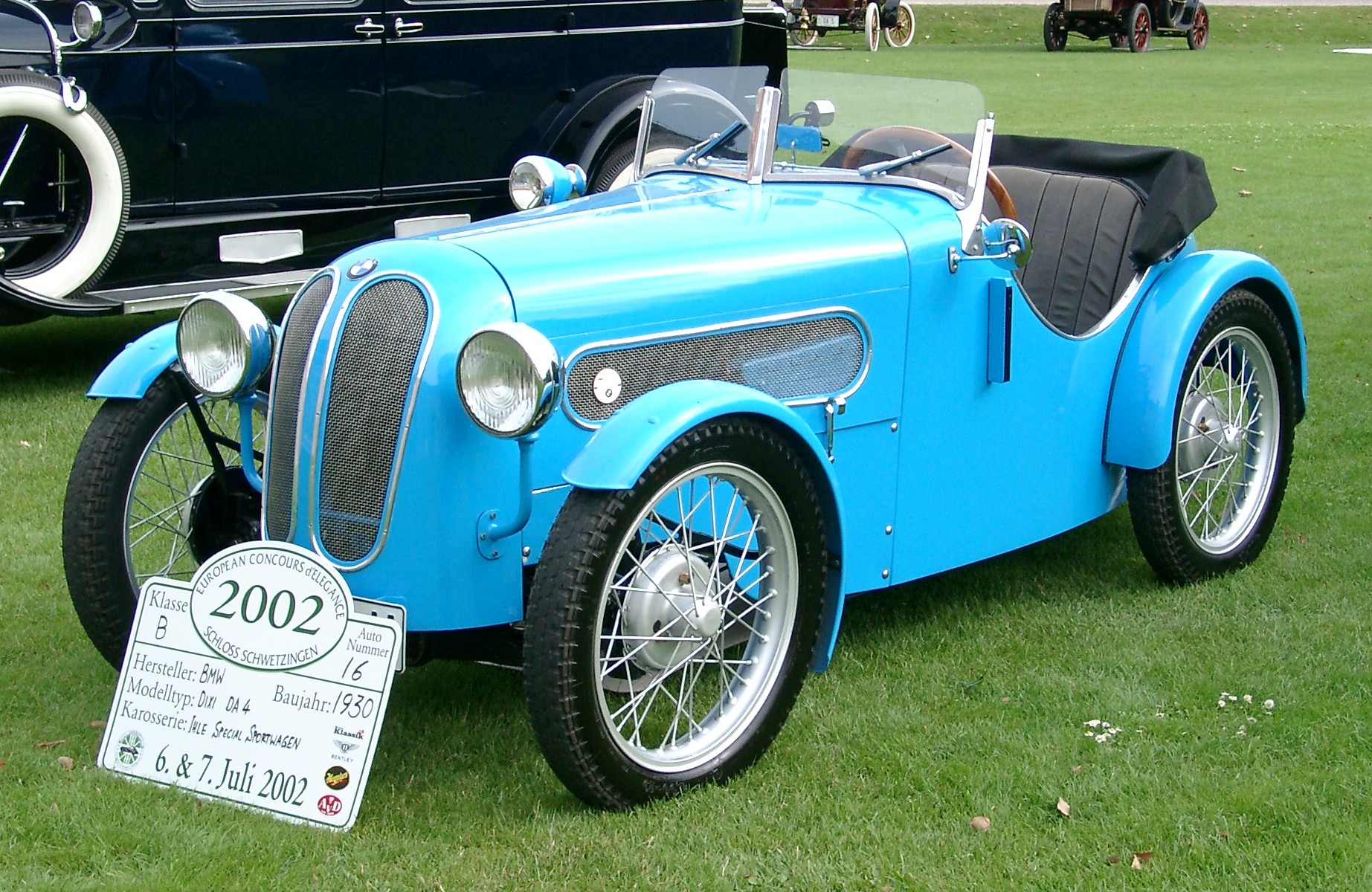
Una rara DA3 carrozzata Ihle (a destra)

Parallelamente alla DA2 e sempre a partire dal 1930, venne prodotta anche una versione sportiveggiante con carrozzeria roadster, destinata ad essere impiegata anche in campo agonistico. Di fatto fu la prima autovettura a marchio BMW a cimentarsi nelle gare. La denominazione di questa roadster fu 3/15 DA3 Wartburg, dove il nome aggiuntivo indicava il castello situato sulle alture vicino al centro di Eisenach, ma ricordava anche la primissima vettura proposta oltre trent'anni prima dalla Eisenach Automobilwerke. Tale versione fu caratterizzata da una leggera rivisitazione tecnica che consentì al propulsore di raggiungere 18 CV di potenza massima. Inoltre, grazie all'utilizzo di componenti specifiche nel comparto sospensioni, il baricentro venne abbassato di 10 cm rispetto alla contemporanea DA2. La velocità massima era di circa 95 km/h. Esternamente, oltre che per il fatto di possedere una carrozzeria a due posti secchi, la DA3 era riconoscibile per la parte posteriore ridisegnata in funzione di una maggior penetrazione aerodinamica, all'epoca una disciplina ancora agli albori, ma sulla quale stavano già esercitandosi numerosi personaggi che in futuro avrebbero lasciato un'impronta indelebile in tale campo. Tale versione, più costosa (raggiungeva i 3.100 RM nel 1930), fu prodotta solo in 150 esemplari fra il luglio 1930 ed il gennaio 1931, tutti assemblati nello stabilimento di Eisenach. Nei tardi anni '30, quando la gamma della 3/15 era già fuori produzione, alcuni esemplari di roadster vennero ricarrozzati dalla carrozzeria tedesca Ihle di Bruchsal, che ne accentuò le doti aerodinamiche e soprattutto dotò gli esemplari interessati di un frontale a doppio rene, in modo da uniformare anche la piccola sportiva, sul piano stilistico, ai nuovi modelli BMW che già a partire dal 1933 avrebbero montato tale stilema, il quale avrebbe caratterizzato da quel momento in poi tutte le BMW.

#### L'ultima serie: laDA4
Nel mese di luglio del 1931, la gamma 3/15 subì una nuova evoluzione: la DA2 fu rinominata come DA4, i cui aggiornamenti tecnici si limitarono all'arrivo di un nuovo avantreno ad assale oscillante. Esternamente, la DA4 poteva essere riconosciuta dalla DA2 per l'assenza del piccolo vano bagagli posteriore, fatto che permise un allungamento dell'abitacolo di circa 20 cm e di conseguenza un'abitabilità leggermente migliorata, a fronte di ingombri esterni immutati. Novità nella gamma fu l'arrivo di una nuova versione coupé a due posti, mentre le restanti carrozzerie disponibili furono la berlina, la trasformabile a due o a quattro posti e il telaio nudo per allestimenti speciali. La produzione della DA4 cessò nel febbraio del 1932 e fu l'ultima serie della gamma 3/15, poi sostituita dalla BMW 3/20, che nonostante la denominazione simile fu un progetto del tutto nuovo e concepito esclusivamente nell'ambito della Casa dell'Elica. In totale furono 3.480 gli esemplari di DA4 costruiti.
Anche in questo caso il successo commerciale fu ottimo, forte anche di alcuni exploit sportivi firmati dalla stessa 3/15. Ciò permise alla BMW di affrontare tranquillamente la crisi economica mondiale di quel periodo.
Nel 1932, la 3/15 fu tolta definitivamente di produzione: ne furono prodotti 25.356 esemplari, di cui 9.308 con marchio Dixi tra il 1927 ed il 1929.

### Attività sportiva
La 3/15 conobbe anche un periodo di attività sportive e di grandi successi. Fu in particolare tra il 1930 ed il 1933 che si concentrò la maggior parte dei successi sportivi di questa vetturetta, ottenuti sia in gare su pista che in gare su strade di montagna. Il più grande interprete delle gare su BMW 3/15 fu senza dubbio Bobby Kohlrausch (1904-53): egli cominciò nel 1930 come pilota privato, al volante di una 3/15 Wartburg di sua proprietà. E già al termine della prima gara, ossia la Kesselbergrennen, disputatasi il 15 giugno 1930, Kohlrausch si aggiudicò la vittoria di classe. Un mese dopo, il 20 luglio, si piazzò al secondo posto di categoria in occasione dell'Eifelrennen nel circuito del Nürburgring. Fu solo a partire dal 1931 che la BMW appoggiò l'attività agonistica di Kohlrausch e a quel punto le vittorie si fecero numerose e quando, nel 1933, Kohlrausch e la Casa dell'Elica terminarono il loro sodalizio, le vittorie del pilota tedesco furono ben 27, tutte ottenute al volante di una 3/15 Wartburg (con motore modificato nella distribuzione, in quel caso del tipo a valvole in testa). Oltre a tali affermazioni, vale anche la pena di ricordare gli 8 secondi posti ottenuti in quei primi anni '30.
Tra le affermazioni ottenute da altri piloti, va ricordata la vittoria di classe ottenuta da Max Rudat al Rally di Montecarlo del 1931. Ma anche alcune DA2 strettamente di serie seppero farsi valere in campo sportivo. In questo modo, la 3/15 si aggiudicò alcune competizioni tra cui il prestigioso Internationale Alpenfahrt (Giro internazionale delle Alpi) e la cronoscalata del Mont des Mules, vinto da due DA2.

### Riepilogo caratteristiche
Di seguito vengono riepilogate le caratteristiche relative alla produzione della BMW 3/15, compresa anche la serie DA1, prodotta con marchio Dixi a partire dalla fine del 1928: